# El barón Kinkvervankotsdorsprakingatchdern

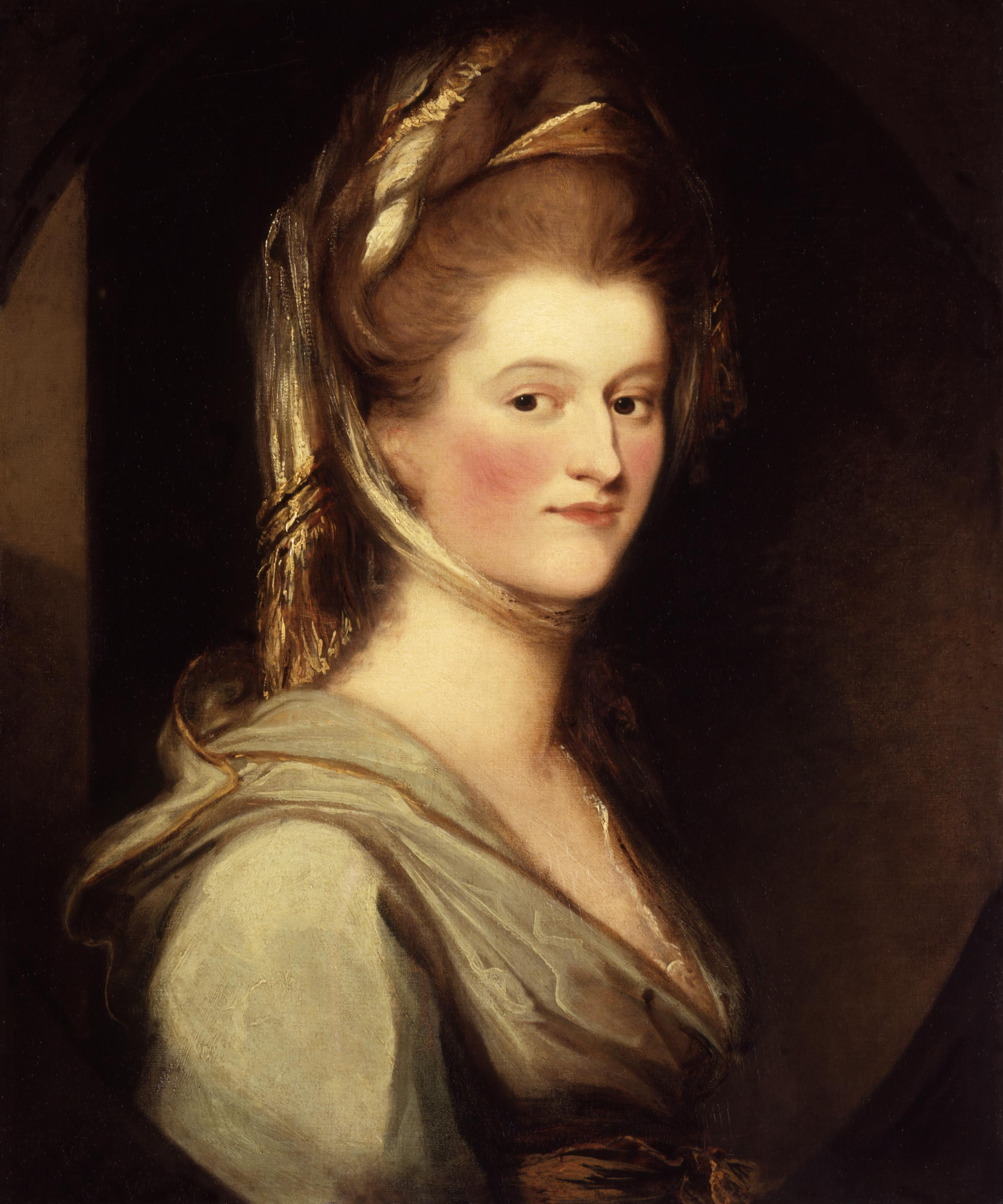
Elizabeth Craven, en un óleo de Ozias Humphrey (hacia 1780).

El barón Kinkvervankotsdorsprakingatchdern es una ópera cómica escrita en el siglo XVIII por el compositor inglés Samuel Arnold y el dramaturgo Miles Peter Andrews.
La ópera se basa en una novela de Elizabeth Craven. Se publicó en Londres en 1781 y se representó por primera vez el 9 de julio de 1781 en el Teatro Real de Haymarket.
El barón Kinkvervankotsdorsprakingatchdern es también conocido por tener el nombre más largo de cualquier manuscrito publicado en el idioma inglés.[cita requerida]